# Albert Mösl
Albert Mösl (* 20. April 1917 in Ingolstadt; Todesdatum nicht ermittelbar) war ein deutscher Jurist und vom 16. April 1963 bis zu seinem Eintritt in den Ruhestand am 30. April 1985 Richter am Bundesgerichtshof.

## Leben und beruflicher Werdegang
Der in Ingolstadt geborene promovierte Jurist war vor seiner Ernennung zum Bundesrichter zuletzt als Oberlandesgerichtsrat beim Oberlandesgericht München tätig. Am 16. April 1963 trat er seinen Dienst als Bundesrichter am Bundesgerichtshof an. Mösl gehörte am Bundesgerichtshof zunächst dem Ib-Zivilsenat (der jetzt die Bezeichnung I. Zivilsenat trägt), ab 1970 dem 1. Strafsenat und seit 1979 dem 2. Strafsenat an, dessen Vorsitzender er seit dem 26. Oktober 1981 bis zu seinem Eintritt in den Ruhestand war.

## Ehrungen
Mösl wurde im August 1985 das Große Bundesverdienstkreuz verliehen.

## Veröffentlichungen
- Möglichkeiten und Grenzen für die Bewältigung historischer und politischer Schuld in Strafprozessen, Würzburg: Echter-Verlag, 1962 (Studien und Berichte der Katholischen Akademie in Bayern;19)
- Der Beschluss über die Ausschließung der Öffentlichkeit im Strafverfahren
- Die Strafsenate des Bundesgerichtshofes In: Deutsche Richterzeitung Bd. 53 (1975), 10, S. 310–314